# 嚴重急性呼吸道症候群冠狀病毒2型Omicron BF.7變異株
嚴重急性呼吸道症候群冠狀病毒2型Omicron BF.7變異株是嚴重急性呼吸道症候群冠狀病毒2型Omicron亞型變異株 。   
據報道，此變異株是 2022 年末中國嚴重急性呼吸道症候群冠狀病毒2型大規模爆發的原因。 在此之前，此變異株自 2022 年 8 月以來一直在美國和歐洲傳播  2022 年 9 月下旬首次出現在中國煙台和韶關地區。 
早期研究表明BF.7變異株具有很強的傳染能力並且比其他變異株傳播得更快，而且此變異株會感染曾接種嚴重急性呼吸道症候群冠狀病毒2型疫苗的人。   

## 症狀
嚴重急性呼吸道症候群冠狀病毒2型Omicron BF.7變異株有五種症狀：鼻塞、喉嚨痛、咳嗽、疲勞和流鼻涕。 

## 傳播
孟加拉國、比利時、中國、丹麥、挪威、法國、德國、印度、蒙古、菲律賓、英國和美國均出現傳播。  